# Penaeus stylirostris
El camarón azul (Penaeus stylirostris) es una especie de camarón de la familia Penaeidae.

## Sistemática
Sinónimo
- Litopenaeus stylirostris Stimpson, 1871[2]